# Ракета (паровоз)
«Ракета» (англ. «Rocket») — один из первых паровозов, построенный в 1829 году отцом и сыном Джорджем и Робертом Стефенсонами. Из ранних локомотивов «Ракета» является самым известным, причём во многом потому, что, во-первых, она выиграла единственные в своём роде соревнования паровозов — «Рейнхильские состязания» (англ. Rainhill Trials), а во-вторых — это был первый в мире паровоз с трубчатым паровым котлом. В дальнейшем такая конструкция котла стала применяться на всех выпускавшихся паровозах.
Весьма распространено заблуждение, что «Ракета» является первым паровозом, однако на самом деле первый паровоз был запатентован ещё Ричардом Тревитиком в 1804 году, то есть на четверть века раньше стефенсонской «Ракеты».

## Предпосылки к появлению

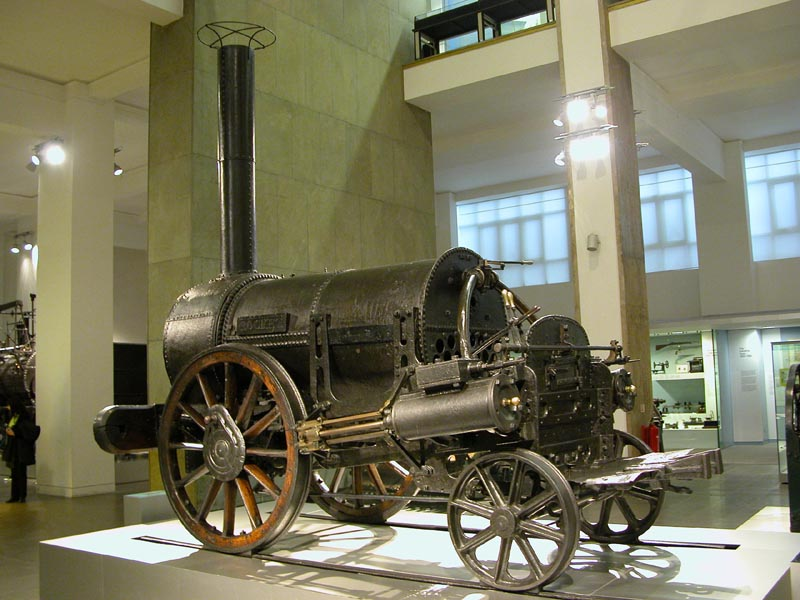
Подлинная «Ракета» в Музее науки

В 1829 году строительство железной дороги Ливерпуль — Манчестер подходило к концу. По мере приближения стройки к завершению, в компанию стало приходить всё больше идей и патентов о способах тяги поездов по дороге. В основном это было связано с большим недоверием общественности, в том числе и многих авторитетных инженеров, к паровозам. Тогда Джордж Стефенсон, будучи опытным конструктором паровозов и основным инициатором строительства общественных железных дорог, заявил что сможет построить паровоз, который бы удовлетворял всем притязательным требованиям. При этом Стефенсон допускал, что нужный паровоз мог бы быть построен и другими конструкторами. Тогда один из членов правления, будучи большим любителем конных скачек, предложил устроить соревнования паровозов, тем самым выбрав лучший из паровозов, а заодно устроить рекламу компании и будущей дороге. Стефенсон такое решение полностью поддержал. В конце апреля того же года дирекция Ливерпуль-Манчестерской железной дороги при поддержке ряда инженеров, в том числе и самого Джорджа Стефенсона, опубликовала условия предстоящего конкурса паровозов. Теперь Стефенсону предстояло создать паровоз, который бы смог выиграть предстоящие состязания.

## Проектирование и постройка паровоза

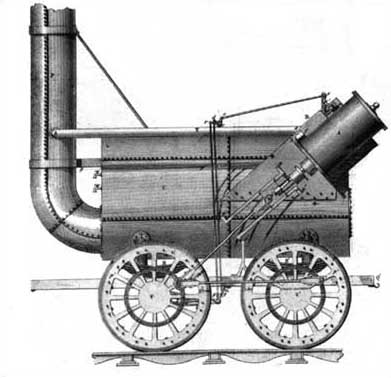
«Ланкаширская ведьма» — последняя перед «Ракетой» модель Стефенсона

Главный принцип конструкции, использованной в новом паровозе, успешно эксплуатировался Стефенсоном начиная с его первых моделей, построенных в 1815 году для Киллингвортской железной дороги. Основная идея заключалась в том, что лишний пар, после оказания давления на цилиндры, выводился в трубу, облегчая доступ чистого воздуха, обеспечивая хорошую тягу, скорейшее сгорание топлива и более высокий КПД. До начала работы над новым паровозом оставалась, однако, нерешённой другая проблема — малой площади поверхности нагрева. Стефенсон намеревался устранить этот недостаток экстенсивным путём — удлиняя котёл и увеличивая площадь поверхности жаровых труб. В последней перед «Ракетой» модели паровоза, разработанной для Стоктон-Дарлингтонской железной дороги, Стефенсон пришёл к концепции сдвоенной трубы, заметно увеличивающей площадь поверхности нагрева. Однако такая модель была слишком тяжёлой — основанные на этом принципе паровозы весили 12 тонн, тогда как требования организаторов конкурса предусматривали вдвое меньшую массу.
Решение было найдено благодаря водотрубному котлу, разработанному Артуром Вулфом и усовершенствованному инженером У. Х. Джеймсом. Основная идея водотрубного котла заключалась в прохождении воды и пара по параллельным трубкам, проложенным через топку. Джеймс, предложивший свою разработку вниманию Стефенсона в 1827 году, настаивал, что основанный на ней паровоз сможет развивать скорость в 20 и даже 30 миль в час, что по тем временам казалось беспочвенными и опасными фантазиями. Уже в 1828 году трубчатые котлы для двух паровозов были изготовлены на заводе Стефенсона по заказу французского инженера Марка Сегена для строившейся Сент-Этьенской железной дороги — в этом варианте по трубкам, проходившим через воду в котле, подавалась также вода, только уже разогретая. Хотя принцип был признан Стефенсоном удачным, его конкретное воплощение не стало успешным — трубки быстро покрылись накипью и прогорели.
Для «Ракеты» в результате экспериментов был выбран разработанный совместно с Генри Бутом вариант, в котором по трубкам через воду в котле должен был пропускаться разогретый газ. Второй важной деталью стало сужение диаметра паровой трубы, благодаря чему скорость движения пара в системе возросла. Наконец, третьим усовершенствованием по сравнению с предыдущими моделями было прямое соединение золотников паровой машины с ведущими колёсами локомотива. Техническое воплощение первой и главной идеи заняло определённое время: вначале система, в которой трубки для горячих газов держались на винтах, сильно протекала, и только после того, как медные трубки были пропущены напрямую через отверстия в торцах котла, пропаяны и разжаты в отверстиях давлением пара — это обеспечило герметичность конструкции.

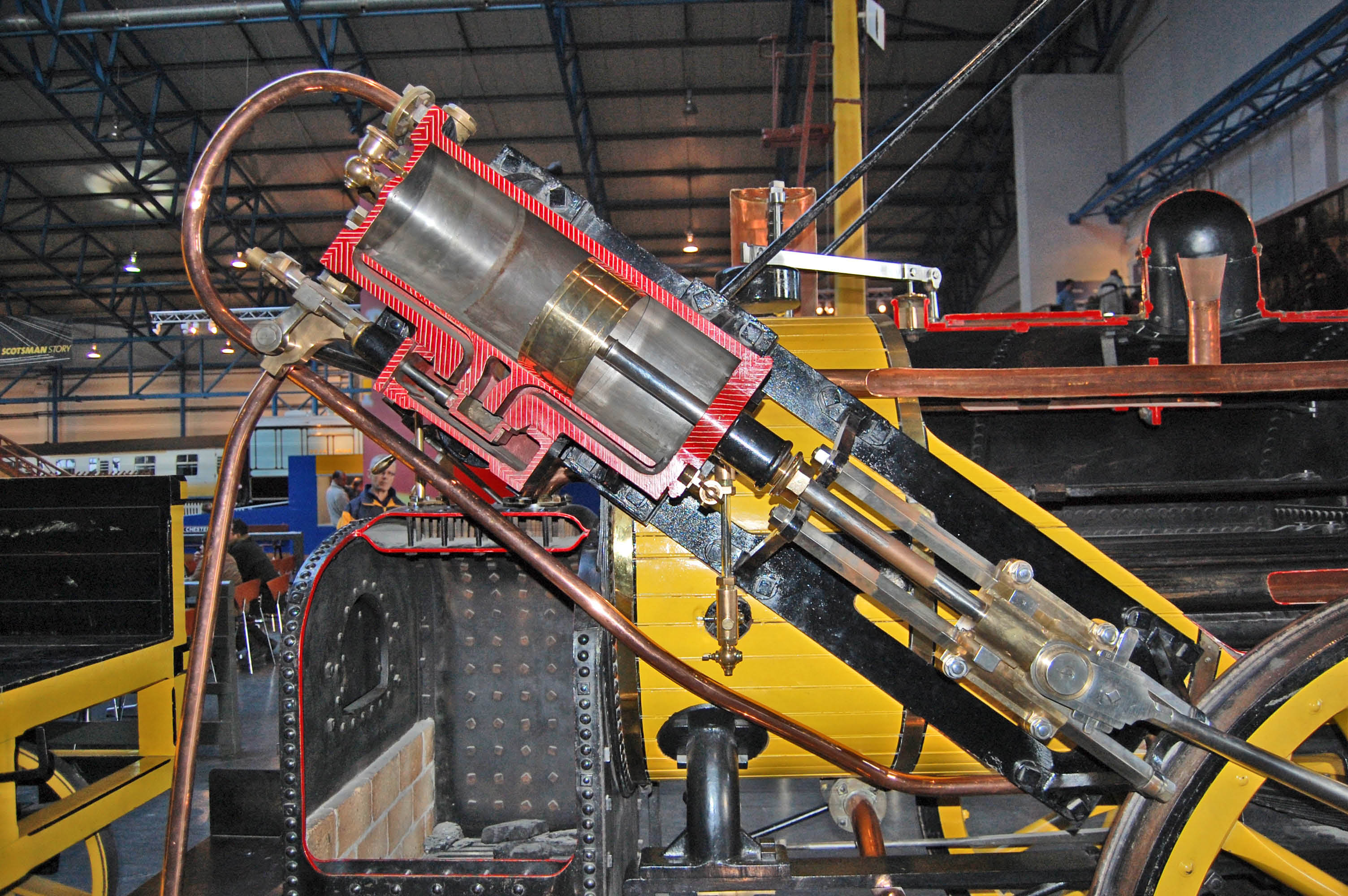
Реплика цилиндра «Ракеты» в разрезе

В конечной своей форме котёл «Ракеты» был цилиндрическим с плоскими торцами, длиной 6 футов (около 180 см) и 3 фута и 4 дюйма (около 100 см) в диаметре. Верхняя половина котла представляла собой резервуар для пара, в нижней части была вода, через которую были пропущены 25 медных трубок диаметром по 3 дюйма (7,5 см), одним концом открывающиеся в топку, а другим в паровозную трубу. Топка размерами 2 на 3 фута (60 на 90 см) была расположена непосредственно перед котлом и тоже была окружена водой. Цилиндры паровой машины, направленные более горизонтально, чем в предыдущих моделях, чтобы минимизировать колебания во время движения, были расположены у задней части котла и соединены шатунами с осью передней — ведущей — пары колёс. Колёс было всего две пары, и поддерживали они паровую машину общим весом 4,5 тонны (включая воду в котле). Конструкция тендера была простейшей — он представлял собой четырёхколёсную тележку, в передней части которой было топливо, а в задней ёмкость с водой.
Достроенная «Ракета» прошла испытания на Киллингвортской железной дороге, по всем показателям превзойдя предшествующие модели. Она не только развивала скорость до 20 миль в час, что вдвое превосходило казавшиеся жёсткими условия конкурса, но и тратила меньше топлива, чем предыдущие стефенсонские паровозы, и реже требовала пополнения запаса воды.

## Рейнхильские состязания
К конкурсу паровозов были допущены четыре конструкции, среди авторов которых был бывший сотрудник Стефенсона, главный инженер Стоктон-Дарлингтонской железной дороги Тимоти Хэкворт (паровоз «Несравненный» — фр. Sans pareil). Модель Хэкворта мало чем отличалась от уже действующих паровозов - единственным новшеством стало сужение диаметра трубы, которое также было задействовано в новой конструкции Стефенсона. Ещё одним кандидатом на победу была необычно экономичная для своего времени «Новинка» (англ. Novelty), конструкторами которой были англичанин Джон Брейтвейт и будущий создатель «Монитора» Джон Эрикссон. В «Новинке» воздух нагнетался в топку с помощью вентиляторов, а расход топлива был столь незначительным, что отпадала нужда в тендере. Паровоз Брейтвейта и Эрикссона, весивший вместе с топливом всего три тонны, был самым лёгким из участвовавших в состязаниях.

Паровозы-участники Рейнхильских состязаний
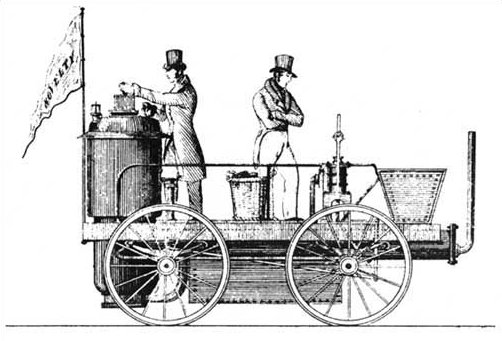
«Новинка»
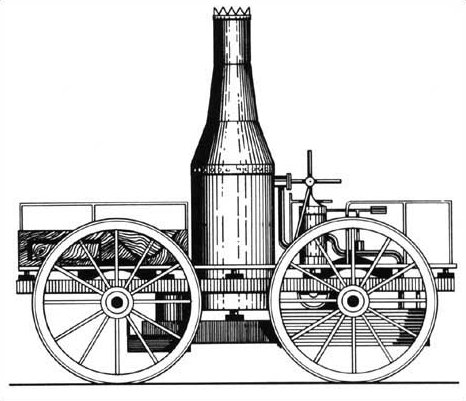
«Настойчивость»
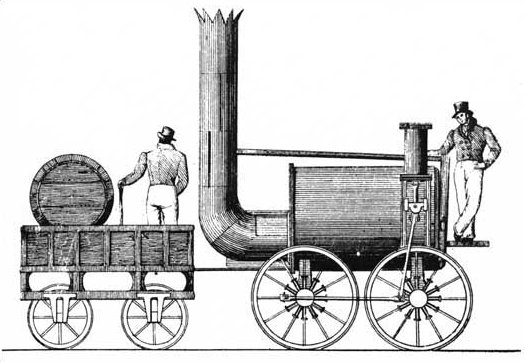
«Несравненный»

Однако у всех конкурировавших с «Ракетой» моделей выявились конструктивные недоработки, из-за которых дата соревнований переносилась несколько раз. В предшествующие соревнованию дни Стефенсон неоднократно проводил демонстрационные заезды «Ракеты», в том числе с вагонеткой, в которую были рассажены 30 пассажиров. Четвёртая соревнующаяся модель, «Настойчивость» (англ. Perseverance), на предварительных испытаниях не смогла развить скорость больше 6 миль в час, таким образом не выполнив базовые условия конкурса, и была снята с состязаний. У остальных двух паровозов были удачные заезды, но частые поломки не позволили им бороться за общую победу. «Несравненный», кроме того, оказался чрезмерно расточительным, потребляя 314 кг кокса за час пути в гружёном виде. В целом только «Ракета» сумела пройти всю предписанную дистанцию без поломок с назначенной нагрузкой, развивая среднюю скорость 15 миль в час (23 км/ч), а на отдельных участках разгоняясь почти вдвое быстрей и став таким образом бесспорным победителем состязания. По окончании официальных соревнований Стефенсон совершил две поездки без нагрузки, развив при этом скорость 35 миль в час (56 км/ч).

## Дальнейшая судьба
Удачные конструктивные особенности «Ракеты» были незамедлительно взяты на вооружение. Уже в 1830 году семь паровозов, открывавших сообщение по Манчестерско-Ливерпульской дороге, были её прямыми потомками, с незначительными модификациями, призванными ещё больше увеличить эффективность (так, например, на 12-тонном «Нортумбрийце» цилиндры, установленные наклонно на «Ракете», располагались уже почти совсем горизонтально). В день открытия дороги «Ракета» вошла в число паровозов, проходивших маршрут в первый раз, и участвовала в первой аварии на новой дороге: ливерпульский член парламента Уильям Хаскиссон, прогуливавшийся по железнодорожному полотну, не успел уйти с дороги мчащегося паровоза и был тяжело ранен. Доставленный с рекордной скоростью в ближайший город Хаскиссон скончался к вечеру того же дня, но сама оперативность доставки стала для новых паровозов только дополнительным источником рекламы.
Конструкция «Ракеты» также легла в основу паровоза «Инвикта», обслуживавшего открывшуюся в 1830 году ветку Витстабл — Кентербери. Принципы в основе конструкции «Ракеты» продолжали использоваться в паровозах вплоть до 1960-х годов. Однако развитие железнодорожного сообщения в Англии с этого момента пошло такими темпами, что небольшая «Ракета» скоро оказалась устаревшей, даже несмотря на значительные изменения в конструкции, сделанные в первые годы регулярной эксплуатации. Она использовалась на Ливерпульско-Манчестерской дороге лишь до 1837 года, после чего была продана. На протяжении пяти или шести следующих лет прославленный локомотив возил уголь в Карлайл из близлежащих копей по Миджхолмской дороге. Простояв после этого некоторое время в депо в Киркхаузе, он был вновь выкуплен Стефенсоном и выставлен на публичное обозрение в Ньюкасле (вероятно, после возвращения ему облика, который он имел в ходе Рейнхилльской гонки).
Планировалось, что «Ракета» станет частью Всемирной выставки 1851 года в Лондоне, но в конечном итоге этого не произошло, и паровоз оставался в Ньюкасле вплоть до 1862 года. Уже в 1857 году к Стефенсону обратились представители недавно открывшегося Музея патентного бюро (ныне лондонский Музей науки) с просьбой об аренде «Ракеты», спустя три года предложив уже приобрести паровоз в полную собственность музея. В конечном счёте «Ракета» была передана музею в виде дара 14 июля 1862 года после того, как удалось прийти к соглашению между семействами Стефенсонов и Томпсонов, которым паровоз принадлежал с 1837 года. «Ракета» остаётся частью экспозиции Музея науки по настоящее время. В ряде музеев мира выставлены точные копии «Ракеты». С 1990 года изображение «Ракеты» вместе с портретом Стефенсона размещено на британской пятифунтовой купюре.

## В культуре
- Бастер Китон построил специальную реплику «Ракеты» для своего фильма 1923 года «Наше гостеприимство».
- В мультсериале «Томас и его друзья» паровоз Ракета представлен в виде персонажа по имени Стивен, друга Сэра Роберта Норрамби, Графа Содорского. Впервые Стивен появился в фильме «Король железной дороги». Несмотря на то, что его дизайн основан на пост-Рейнхилльской модификации, Стивен назвал себя оригинальной «Ракетой», описывая Рейнхилльские состязания и его последующие рабочие годы.